# Michael Burt
MichaeI Burt (Asunción, 28 de junio de 1931 - Santiago, 11 de septiembre de 1973) fue un pintor paraguayo, considerado como uno de los mejores pintores de su generación en América Latina.

## Trayectoria
Realizó estudios de pintura en Nueva York, Estados Unidos con Mariusa González Beiro, y en el Museo de Arte Moderno de Río de Janeiro, Brasil con Iván Serpa.
Volvió a Asunción en 1960. Empezó a exponer individualmente en 1962.
En 1964, participó por primera vez de una exposición internacional: el salón Esso de Artistas Jóvenes, en el Museo de Arte Moderno de Buenos Aires. En los siguientes años, expuso con otros artistas a nivel internacional en Francia, Inglaterra, Bélgica y Estados Unidos.
Entre los años 1973 y 1978, vivió en Curitiba, Brasil, donde construyó varias obras, entre ellas la iglesia Santo Agostinho.
Fue también catedrático de Historia de la Arquitectura de la Facultad de la Universidad Nacional de Asunción y fundador del Museo de Arte Moderno de Asunción y de la asociación artística Gente de Arte.
Se lo vincula a la corriente del expresionismo abstracto. Su fama traspasó las fronteras del Paraguay de manera tal que expuso en muestras realizadas en el exterior.
| Año               | Exposición                                              |
| ----------------- | ------------------------------------------------------- |
| 1965, 1967 y 1973 | Bienales de Sao Paulo                                   |
| 1966              | Bienal de Córdoba, Argentina                            |
| 1968              | Bienal de Lima, Perú                                    |
| 1986              | Bienal Internacional de Artes gráficas, Noruega         |
| 1991              | Galería Michele Malingue                                |
| 1992              | Galería Nuevo Espacio, Asunción, Paraguay               |
| 1993              | Galería Arte Latino Americano, Asunción, Paraguay       |
| Permanente        | Museum of Modern Art (MoMA), Nueva York, Estados Unidos |
| Permanente        | Fundación Ralli, Punta del Este, Uruguay                |

Falleció el 19 de septiembre de 2017 en Asunción. Recibió un homenaje nacional por el Presidente de la República del Paraguay.

## Distinciones
- 2019: Maestro del arte 2009, Congreso de la Nación Paraguaya.